# Hercynit
Hercynit oder auch Ferrospinell ist ein eher selten vorkommendes Mineral aus der Mineralklasse der „Oxide und Hydroxide“. Es kristallisiert im kubischen Kristallsystem mit der Endgliedzusammensetzung FeAl2O4 und gehört strukturell zur Gruppe der Spinelle.
Hercynit entwickelt nur mikroskopisch kleine Kristalle mit oktaedrischem Habitus und glasähnlichem Glanz. Meist findet er sich in Form körniger bis massiger Mineral-Aggregate von dunkelgrüner bis schwarzer Farbe bei dunkelgraugrüner bis dunkelgrüner Strichfarbe. Das Mineral ist im Allgemeinen undurchsichtig und nur an dünnen Kristallkanten durchscheinend.
Ähnlich der anderen Spinelle weist auch Hercynit eine hohe Mohshärte von 7,5 bis 8 auf und ist damit in der Lage, Fensterglas zu ritzen bzw. als Schmirgel optische Gläser oder Spiegel zu schleifen.

## Etymologie und Geschichte
Entdeckt wurde Hercynit in einer Pegmatit-Lagerstätte nahe der westböhmischen Kleinstadt Poběžovice (deutsch: Ronsperg) im Vorland des Oberpfälzer Waldes in Tschechien. Beschrieben wurde er 1839 durch Franz Xaver Zippe, der das Mineral nach eigenen Worten in Anlehnung an die lateinische Bezeichnung des Böhmerwaldes Silva Hercynia benannte. In der ursprünglichen Bedeutung bezeichneten die Römer allerdings mit Hercynia allgemein die Waldgebiete vom Alpenrand bis zum Harz und mit hercynia silva den sogenannten Herzynischen Urwald, ein nördlich der Donau gelegenes Mittelgebirge östlich des Rheins.
Da der Hercynit bereits lange vor der Gründung der International Mineralogical Association (IMA) bekannt und als eigenständige Mineralart anerkannt war, wurde dies von ihrer Commission on New Minerals, Nomenclature and Classification (CNMNC) übernommen und bezeichnet den Hercynit als sogenanntes „grandfathered“ (G) Mineral. Die seit 2021 ebenfalls von der IMA/CNMNC anerkannte Kurzbezeichnung (auch Mineral-Symbol) von Hercynit lautet „Hc“.
Ein Aufbewahrungsort für das Typmaterial des Minerals ist nicht definiert beziehungsweise nicht dokumentiert.

## Klassifikation
Die strukturelle Klassifikation der International Mineralogical Association (IMA) zählt den Hercynit zur Spinell-Supergruppe, wo er zusammen mit Chromit, Cochromit, Coulsonit, Cuprospinell, Dellagiustait, Deltalumit, Franklinit, Gahnit, Galaxit, Guit, Hausmannit, Hetaerolith, Jakobsit, Maghemit, Magnesiochromit, Magnesiocoulsonit, Magnesioferrit, Magnetit, Manganochromit, Spinell, Thermaerogenit, Titanomaghemit, Trevorit, Vuorelainenit und Zincochromit die Spinell-Untergruppe innerhalb der Oxispinelle bildet. Ebenfalls in diese Gruppe gehören die nach 2018 beschriebenen Oxispinelle Chihmingit und Chukochenit sowie der Nichromit, dessen Name von der CNMNC der IMA noch nicht anerkannt worden ist.
Bereits in der letztmalig 1977 überarbeiteten 8. Auflage der Mineralsystematik nach Strunz gehörte der Hercynit zur Mineralklasse der „Oxide und Hydroxide“ und dort zur Abteilung „Verbindungen mit M3O4- und verwandte Verbindungen“, wo er gemeinsam mit Gahnit, Galaxit und Spinell in der Gruppe „Aluminium-Spinelle“ mit der Systemnummer IV/B.01a steht.
In der zuletzt 2018 überarbeiteten Lapis-Systematik nach Stefan Weiß, die formal auf der alten Systematik von Karl Hugo Strunz in der 8. Auflage basiert, erhielt das Mineral die System- und Mineralnummer IV/B.01-020. Dies entspricht der hier präziser definierten Abteilung „Oxide mit dem Stoffmengenverhältnis Metall : Sauerstoff = 3 : 4 (Spinelltyp M3O4 und verwandte Verbindungen)“, wo Hercynit ebenfalls zusammen mit Gahnit, Galaxit und Spinell die Gruppe der „Aluminat-Spinelle“ mit der Systemnummer IV/B.01 bildet.
Auch die von der International Mineralogical Association (IMA) zuletzt 2009 aktualisierte 9. Auflage der Strunz’schen Mineralsystematik ordnet den Hercynit in die Abteilung „Metall : Sauerstoff = 3 : 4 und vergleichbare“ ein. Hier ist das Mineral in der Unterabteilung „Mit ausschließlich mittelgroßen Kationen“ zu finden, wo es zusammen mit Chromit, Cochromit, Coulsonit, Cuprospinell, Filipstadit, Franklinit, Gahnit, Galaxit, Jakobsit, Magnesiochromit, Magnesiocoulsonit, Magnesioferrit, Magnetit, Manganochromit, Qandilit, Spinell, Trevorit, Ulvöspinell, Vuorelainenit und Zincochromit die „Spinellgruppe“ mit der Systemnummer 4.BB.05 bildet.
In der vorwiegend im englischen Sprachraum gebräuchlichen Systematik der Minerale nach Dana hat Hercynit die System- und Mineralnummer 07.02.01.03. Das entspricht ebenfalls der Klasse der „Oxide und Hydroxide“ und dort der Abteilung „Mehrfache Oxide“. Hier findet er sich innerhalb der Unterabteilung „Mehrfache Oxide (A+B2+)2X4, Spinellgruppe“ in der „Aluminium-Untergruppe“, in der auch Spinell, Galaxit und Gahnit eingeordnet sind.

## Kristallstruktur
Hercynit kristallisiert kubisch in der Raumgruppe Fd3m (Raumgruppen-Nr. 227) mit dem Gitterparameter a = 8,13 Å sowie 8 Formeleinheiten pro Elementarzelle.

## Bildung und Fundorte

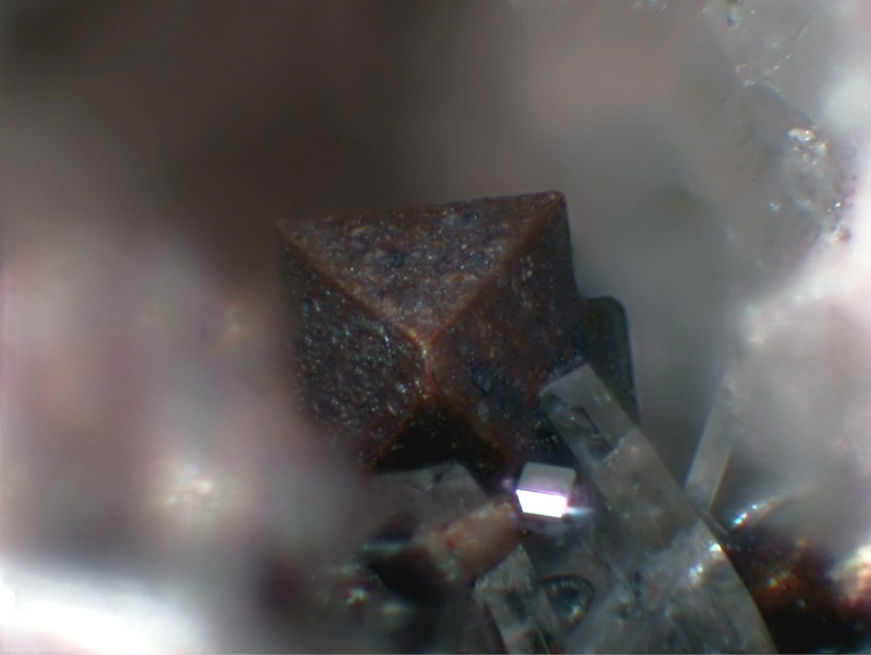
Ein Spinell (Größe: 2,7 mm) und ein Mischkristall Spinell-Hercynit vom Wannenköpfe bei Ochtendung in der Eifel

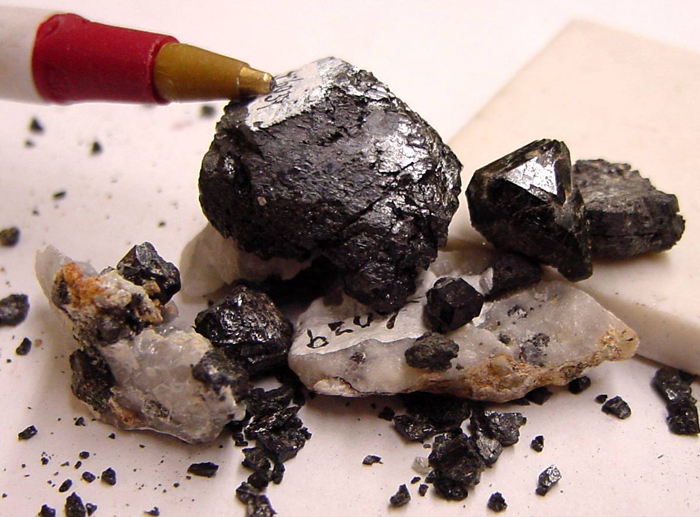
Hercynit in körniger Ausbildung

Hercynit bildet sich als Nebengemengteil in intramagmatischen Magnetit- und Titanomagnetit-Lagerstätten sowie in Granuliten und anderen kristallinen Schiefern. Als Begleitminerale treten neben dem Magnetit unter anderem noch Andalusit, Korund, Ilmenit und Sillimanit auf.
Als eher seltene Mineralbildung kann Hercynit an verschiedenen Fundorten zum Teil zwar reichlich vorhanden sein, insgesamt ist er aber wenig verbreitet. Weltweit sind bisher rund 300 Vorkommen dokumentiert (Stand: 2024) als bekannt. Neben seiner Typlokalität Poběžovice trat das Mineral in Tschechien noch an vielen weiteren Stellen in Böhmen und an einigen Stellen in Mähren auf.
In Deutschland konnte Hercynit bisher vor allem in der Eifel in Rheinland-Pfalz nachgewiesen werden, trat aber auch an einigen Fundpunkten in Baden-Württemberg (Sasbach), Bayern (Maroldsweisach, Bodenmais, Waldeck), Hessen, Niedersachsen, Nordrhein-Westfalen und Sachsen (Löbauer Berg) auf.
In Österreich fand sich das Mineral unter anderem am Pauliberg im Burgenland, bei Kollnitz/Sankt Paul im Lavanttal in Kärnten, an mehreren Stellen im Dunkelsteinerwald (Niederösterreich), im Leckbachgraben im Habachtal und bei Strobl in Salzburg, bei Luftenberg an der Donau in Oberösterreich sowie bei Kapfenstein, Klausen/Bad Gleichenberg und Klöch in der Steiermark.
In der Schweiz konnte Hercynit bisher nur im Kanton Graubünden, genauer am Wolfgangpass und im Val Forno bei Bregaglia, gefunden werden.
Weitere Fundorte liegen unter anderem in Ägypten, Algerien, der Antarktis, Argentinien, Äthiopien, Australien, Brasilien, Chile, China, Finnland, Frankreich, Grönland, Indien, Indonesien, Israel, Italien, Japan, Kambodscha, Kanada, Kasachstan, Korea, Kuba, Lesotho, Madagaskar, Marokko, Neuseeland, Norwegen, Oman, Peru, Polen, Rumänien, Russland, Schweden, Slowakei, Spanien, Sri Lanka, Südafrika, Taiwan, Tadschikistan, Tansania, Uganda, Ukraine, Ungarn, im Vereinigten Königreich und den Vereinigten Staaten von Amerika.
Auch in Gesteinsproben vom Ostpazifischen Rücken sowie außerhalb der Erde auf dem Mond konnte Hercynit nachgewiesen werden.